# Sergej Aleksandrovič Romanov
Sergej Aleksandrovič Romanov (in russo Сергей Александрович Романов?; San Pietroburgo, 11 maggio 1857 – Mosca, 17 febbraio 1905) è stato granduca di Russia.
Tra il 1891 e il 1905 fu Governatore Generale di Mosca. Conservatore radicale, applicò politiche che lo resero una figura centrale nella politica: nel 1892 eseguì un ordine con cui espulse gran parte della popolazione ebraica dalla città, la Tragedia di Chodynka nel 1896 ne offuscò la reputazione e alla fine, oggetto di molte critiche, divenne un obiettivo dei rivoluzionari e fu ucciso con una bomba al Cremlino.

## Biografia
Era il settimo figlio dello zar Alessandro II di Russia e della zarina Marija Aleksandrovna, nata Maria Massimiliana d'Assia-Darmstadt. I suoi nonni paterni erano lo zar Nicola I di Russia e la zarina Aleksandra Fёdorovna, nata Carlotta di Prussia; quelli materni il granduca Luigi II d'Assia-Darmstadt e la granduchessa Guglielmina di Baden.
Nacque nell'ala Zubov del Palazzo di Caterina a Carskoe Selo a circa venti miglia di distanza da San Pietroburgo: Fino a quando non fu abbastanza grande per avere un precettore, trascorse i primi anni di vita con il fratello Pavel e le loro sorelle tra Livadija, la residenza in Crimea della famiglia, Carskoe Selo e il Palazzo d'Inverno.

Al momento della sua nascita sua madre aveva già una cattiva salute: benché non fu mai particolarmente affettuosa, tranne che con la figlia, i suoi tre ultimogeniti, Marija, Sergej e Pavel le erano molto legati, e così gli uni con gli altri.
Poiché, col passare degli anni, la salute dell'Imperatrice scemava, passarono lunghi periodi all'estero, tra Jugenheim fuori Darmstadt e -durante gli inverni- nel sud della Francia, dove una tragedia colpì la famiglia imperiale: nell'aprile del 1865, poco prima l'ottavo compleanno di Sergej, suo fratello maggiore e padrino Nicola, l'erede al trono, morì di tubercolosi nella città di Nizza.

Da bambino Sergej era timido, studioso e introverso. Sotto l'influenza della madre, cui assomigliava nel carattere riservato, divenne molto religioso.
A partire dagli anni settanta del secolo, Sergej e suo fratello minore Pavel rimasero in Russia per i loro studi: benché destinati a seguire la carriera militare, il loro insegnante privato, l'ammiraglio Arsen'ev, incoraggiò le loro abilità linguistiche, artistiche e musicali, e Sergej, che parlava fluentemente parecchie lingue, imparò talmente bene l'italiano da poter leggere Dante in lingua originale. Il suo interesse per l'arte e la cultura italiana aumentarono man mano che cresceva. Dipingeva bene e aveva orecchio musicale, suonando il flauto in un'orchestra dilettante. Amava recitare e conosceva la storia antica, la cultura e le tradizioni della Russia. Gli piaceva leggere e poté conoscere molti tra i grandi scrittori russi del tempo, come Tolstoj e Dostoevskij, di cui il Granduca aveva letto e ammirato le opere: incontrò quest'ultimo ad un pranzo organizzato al Palazzo d'Inverno dal suo professore.

## Carriera militare

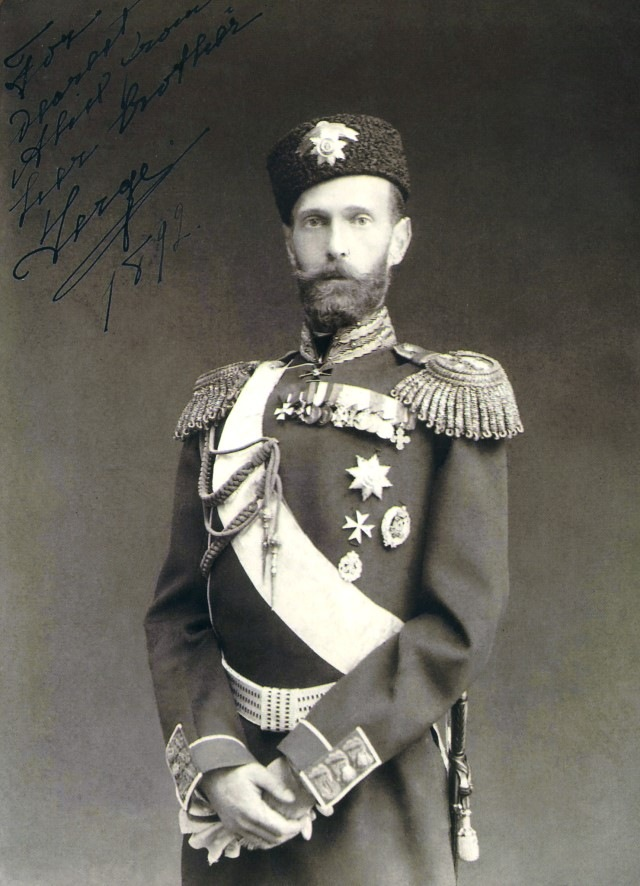
Il Granduca in alta uniforme

Il granduca Sergej iniziò ben presto la carriera militare: dalla nascita era Colonnello-in-Capo del Trentottesimo Reggimento di fanteria Tobolsk e Colonnello-in-Capo del Secondo Battaglione delle Guardie e verso la fine della sua vita, Colonnello-in-Capo del Quinto Reggimento dei granatieri di Kievskij. Al suo ventesimo compleanno il 29 aprile 1877 prestò giuramento di fedeltà solenne all'imperatore.
Un tour educativo che gli venne proposto fu rimandato a causa dello scoppio della guerra Russo-Turca: vi partecipò con il padre e i suoi fratelli, lo zarevic Alessandro e i granduchi Vladimir e Alessio, e passò la maggior parte del suo tempo come Poručik nella Guardia Leib sotto il comando dello Zarevic nella Romania sudorientale. Fu poi promosso colonnello e il 12 ottobre, dopo la battaglia di Meyk, l'Imperatore lo decorò con l'Ordine di San Giorgio per il coraggio e il valore dimostrato nell'azione contro il nemico a seguito di una sua ricognizione a Kara Loma vicino a Košev. Alla fine di dicembre 1877, Sergej tornò nella capitale con il padre.
Alessandro II aveva nel frattempo iniziato una nuova famiglia con la sua amante e Sergej rimase al fianco della madre, colpita dalla rottura dell'armonia familiare. L'imperatrice Maria morì nel giugno 1880 e nel marzo 1881 Alessandro II, che aveva sposato l'amante, la principessa Caterina Dolgoruki, venne assassinato dai terroristi. Sergej era allora in Italia con suo fratello Pavel e l'ammiraglio Arsen'ev.
Tre mesi dopo, nel giugno 1881, il granduca andò in Palestina accompagnato da Pavel e dal loro cugino il granduca Konstantin Konstantinovič, dove visitarono Gerusalemme e i luoghi sacri: lì prese parte alla creazione di una società votata alla manutenzione dei santuari ortodossi nella Terra Santa e al servizio dei pellegrini russi, e ne divenne presidente.
A partire dal 1882 la carriera militare del giovane occupò una quantità sempre maggiore del suo tempo, a San Pietroburgo e alle manovre a Kranoe Selo aumentò ancora più. Il 15 gennaio 1882 suo fratello Alessandro III lo nominò comandante del Primo Reggimento del Battaglione delle Guardie Preobrazenskij, reggimento d'élite, fondato da Pietro il Grande, con il rango di colonnello. Sette anni dopo fu promosso al Rango di Generale in Capo. Il 26 febbraio 1891 divenne Aiutante Generale dello Svita, poi ufficiale comandante di Preobraženskij, reggimento che guidò fino al 1891, quando suo fratello l'imperatore lo nominò Governatore Generale di Mosca.

## Il granduca
A ventisei anni, il Granduca era un ragazzo colto, riservato, intelligente, buono e raffinato: alto oltre sei piedi, la sua figura estremamente magra era accentuata da un busto, indossato alla maniera degli ufficiali prussiani.
Con i suoi capelli e la barba attentamente curati, Sergej aveva una splendida figura: quando lo incontrò a Mosca, Consuelo Vanderbilt, poi duchessa di Marlborough, lo trovò uno degli uomini più belli che avesse mai veduto. Descritto da suo cognato Ernesto Luigi d'Assia-Darmstadt granduca d'Assia come «alto e magro con corporatura delicata e begli occhi verde chiaro», era molto impacciato e se ne stava compassato e rigido con un'espressione dura negli occhi.
Crescendo divenne molto alto e prese l'abitudine di giocherellare con uno dei suoi anelli, girandoselo sul dito. Poiché si sottoponeva ad un rigido autocontrollo, molti pensarono che fosse una persona orgogliosa, benché in pochi lo conoscessero realmente. Profondamente religioso, divenne un fine conoscitore delle antichità russe e dei suoi tesori d'arte, e un appassionato di archeologia, fino a presiedere alcuni congressi archeologici.
Poiché timido e riservato, disapprovava profondamente, senza nasconderlo, l'alta società della capitale e le sue convenzioni, non badando alle critiche che riceveva, benché in quei casi perdesse facilmente le staffe. In casa sua pretendeva pulizia, ordine e disciplina e si aspettava di essere obbedito: sua nipote, la regina Maria di Romania lo ricordò così: “Asciutto, nervoso, di poche parole, impaziente, non aveva solitamente il buon umore dei suoi tre fratelli maggiori. Ma per tutti noi che lo amavamo, lo trovavamo irresistibile, per quanto potesse essere duro. Pochi forse serbano in cuore la sua memoria, ma io lo faccio". Molti altri membri della famiglia compreso suo nipote Kirill, la principessa Maria di Grecia e il principe Gavriil lo ricordarono in modo affettuoso nelle proprie Memorie.

## Matrimonio

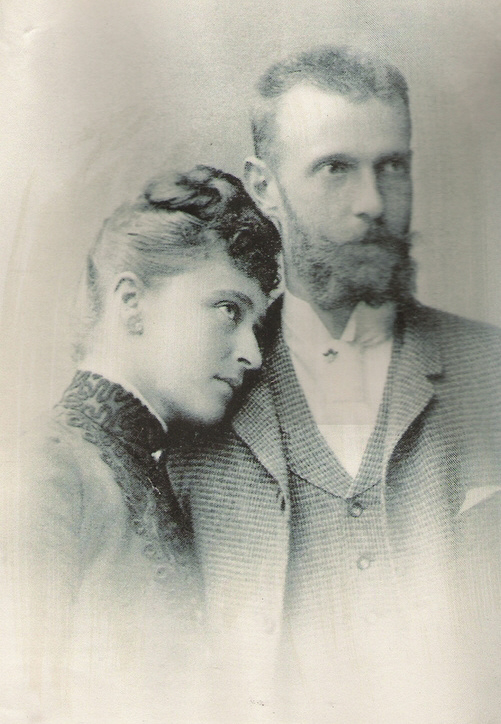
Il granduca Sergej e la moglie, Elisabetta Feodorovna

Nel 1881 ci furono voci su un suo possibile matrimonio con la principessa Carolina Matilde di Schleswig-Holstein-Sonderburg-Augustenburg: l'imperatore Alessandro II aveva sperato che almeno uno dei suoi figli sposasse una principessa d'Assia come lui, e Sergej infine chiese in sposa la principessa Elisabetta d'Assia-Darmstadt, figlia del granduca Luigi IV e della principessa Alice, figlia a sua volta della regina Vittoria del Regno Unito. Ci furono esitazioni da entrambi i lati ed Elisabetta per prima rifiutò la proposta di matrimonio; la stessa regina Vittoria, che aveva sentimenti anti-russi, si oppose all'unione della nipote, che era anche orfana di madre. Tuttavia ad Elisabetta e alle sue sorelle non furono fatte pressioni in vista di matrimoni politici, ma fu permesso loro di scegliere secondo il proprio desiderio.

Dopo che la coppia ebbe passato assieme un certo periodo di tempo a Wolfgasten a Darmstadt nel settembre 1883, la ragazza accettò di sposare Sergej. Il loro fidanzamento fu annunciato pubblicamente il 26 febbraio 1884 quando Sergej tornò a visitare la fidanzata a Darmstadt e la cerimonia nuziale avvenne il 15 giugno 1884 nel Palazzo d'Inverno. Dopo il matrimonio e la conversione all'ortodossia, la principessa Elisabetta divenne la granduchessa Elizaveta Feodorovna..
Passarono la loro luna di miele a Iliskoye, residenza estiva di 2.400 acri a quaranta miglia ad ovest di Mosca sulla riva sinistra della Moscova e a 90 minuti di carrozza da Mosca, residenza che Sergej aveva ereditato dalla madre. Al ritorno nella capitale si trasferirono a Palazzo Beloselskij-Belozerzkij, edificio che occupava l'angolo sudorientale tra il canale Fontana e la Prospettiva Nevskij, a breve distanza dai precedenti appartamenti di Sergej nel Palazzo d'Inverno: in seguito al suo acquisto l'edificio prese il nome di "Palazzo Sergejvskij". La coppia possedeva anche Ferme, una villa situata presso Peterhof, anch'essa ereditata dalla madre. Ogni agosto si trasferivano a Ilinskoe rimanendoci per l'estate con gli ospiti che occupavano le varie dacie in legno sparse per il parco: sulla riva opposta della Moskova Sergej fece costruire Usovo, una grande casa in pietra e mattoni a tre piani, dotata di un sistema di riscaldamento.
Sergej e sua moglie erano molto vicini ad Alessandro III e a sua moglie Maria Feodorovna: lo Zar riponeva maggior fiducia in lui che negli altri fratelli e nel 1886 lo nominò comandante del reggimento delle Guardie di Preobraženskij, affidandogli così l'incarico di far entrare nella vita militare lo zarevic, il futuro Nicola II di Russia. Il granduca e sua moglie rappresentarono la Russia nel 1887 durante il Giubileo d'oro della regina Vittoria e l'anno seguente furono in Terra Santa in occasione della consacrazione della chiesa di Maria Maddalena a Gerusalemme, costruita alla memoria dell'imperatrice Maria Aleksandrovna. Nel 1892, a sei anni dal matrimonio, Sergej era già certo che non avrebbe avuto figli e lasciò per testamento i figli di suo fratello Pavel eredi dopo la morte sua e della moglie.

## Governatore di Mosca
Con l'aumento di ogni tipo di radicali, particolarmente fra gli studenti di Mosca, Alessandro III adottò una politica di repressione: l'Imperatore scelse una persona che la pensasse esattamente come lui, da mettere al timone della seconda città del paese ed ex capitale. Nella primavera del 1891 lo Zar nominò Sergej Governatore Generale di Mosca. Anche se era un grande onore, Sergej accettò il suo nuovo incarico con riluttanza, perché voleva rimanere più a lungo al comando del Preobraženskij, dove era popolare e, sia lui che la moglie, amavano la vita calma che conducevano a San Pietroburgo.
Nel suo ruolo semi regale di Governatore Generale del Principato di Mosca, Sergej rispondeva delle proprie azioni solo all'Imperatore: era un sostenitore della linea dura in politica, che condivideva con la propensione del fratello verso un forte governo centrale. La prima azione di Sergej fu l'espulsione dei 20.000 ebrei di Mosca, fatto che iniziò quattro settimane prima che arrivasse di persona nella città, e dopo la pubblicazione di un ukaz imperiale del ministro degli interni, Ivan Durnovo, che stabiliva che tutti gli ebrei di posizione sociale più bassa (artigiani, piccoli commercianti, ecc.) dovevano essere espulsi da Mosca: il 29 marzo, il primo giorno di Passover, la popolazione ebraica della città seppe del nuovo decreto che ne stabiliva l'espulsione. In tre fasi, distribuite nell'arco di dodici mesi, gli ebrei di Mosca furono espulsi.

Per primi i celibi, quelli senza figli e coloro che vivevano nella città da meno di tre anni; dopo toccò agli apprendisti, alle famiglie fino a quattro figli e a quelli con meno di sei anni di residenza; infine fu la volta dei vecchi coloni ebrei con grandi famiglie e dei numerosi impiegati, alcuni dei quali vivevano a Mosca da più di quarant'anni. Alle giovani donne ebree che volevano rimanere in città fu permesso di farlo, se si fossero registrate come prostitute. Durante l'espulsione, le case venivano circondate dai Cosacchi mentre i poliziotti esaminavano. Nel gennaio 1892, ad una temperatura di 30 gradi sotto zero, la stazione di Brest fu riempita di ebrei di tutte l'età e di entrambi i sessi, i quali, con i pochi oggetti e le masserizie di proprietà, furono fatti partire. Una petizione dei commissari di polizia che chiedeva le espulsioni cessassero fino a quando le condizioni atmosferiche non fossero migliorate fu rivolta a Sergej: egli acconsentì, ma l'ordine non fu pubblicato fino alla fine delle espulsioni. Alcuni ebrei si spostarono verso le regioni del sud e quelle occidentali dell'Impero, ma molti preferirono emigrare. A conti fatti, Mosca perse 100 milioni di rubli nel commercio e nella produzione, 25.000 Russi occupati in ditte di ebrei persero la loro occupazione e l'industria della seta, una tra le industrie più produttive in città, sparì del tutto.
Per soddisfare le esigenze degli studenti Sergej ordinò la costruzione di nuovi dormitori nella città ma nello stesso tempo impose limitazioni per allievi e professori nelle università per prevenire cospirazioni ed eliminare le idee rivoluzionarie. Ciò rese Sergej molto impopolare a Mosca fra l'intellighenzia, benché i cittadini più conservatori lo approvassero. La nobiltà ed i commercianti moscoviti lo disprezzavano, perché era privo di tatto e tentava di combattere le frodi commerciali e di fare rispettare le misure rigorose della polizia. Infatti, estremamente coscienzioso, migliorò generalmente le condizioni di vita della città, e lavorò molto per essere sempre informato: «Anche in campagna, quando si pensava stesse riposando - scrisse la nipote - riceveva costantemente i corrieri da Mosca e concedeva udienza.» Prestava molta attenzione ai particolari, occupandosi personalmente di questioni che potevano essere lasciate facilmente ai subalterni, punendo la corruzione e le frodi. Talvolta andava in città in incognito per vedere la situazione da sé. In privato con sua moglie si interessava della povertà in cui sprofondava Mosca e la campagna circostante, discutendo come migliorarla.
Le organizzazioni caritatevoli ebbero sempre l'attenzione del granduca, tanto da diventarne patrono di molte. Fu per esempio, presidente della Società Moscovita per la cura, educazione e formazione dei bambini ciechi; della Società per i bambini abbandonati e senza casa e per gli adolescenti condannati; e del Dipartimento di Mosca della Società russa di tutela della salute nazionale. Era inoltre patrono di svariate confraternite dell'università di San Pietroburgo e di Mosca, del Fondo di mutua assistenza dei Pittori; della Società di cura per gli attori anziani, delle accademie sia delle arti che della scienza, della società Archeologica di Mosca, della società dell'agricoltura, della società musicale russa, del museo storico a Mosca e dell'accademia teologica di Mosca.

## La tragedia di Chodynka

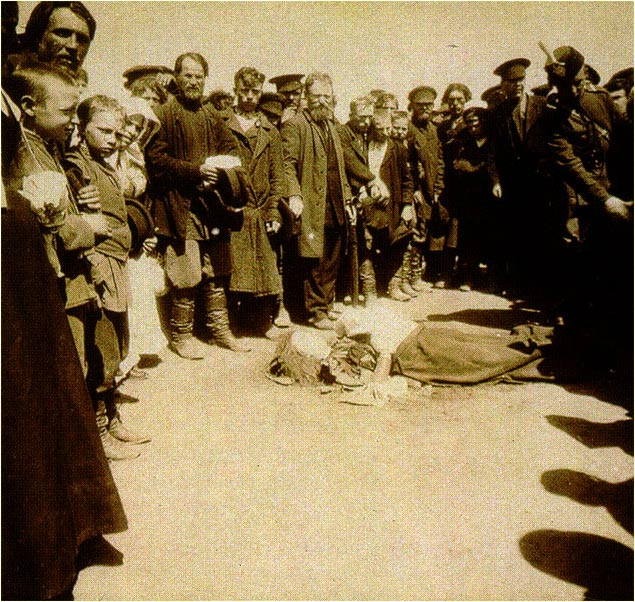
Vittime della tragedia di Chodynka

Morto Alessandro III nel novembre 1894, suo figlio Nicola II salì sul trono russo: il rapporto fra il granduca Sergej ed il nipote, che aveva servito sotto il suo comando nel reggimento Preobraženskij, era molto stretto ed aumentò quando Nicola sposò la principessa Alix d'Assia-Darmstadt, sorella minore della moglie di Sergej, matrimonio che egli ed Elizaveta Feodorovna avevano contribuito a promuovere.
Le cerimonie di incoronazione del nuovo imperatore e della moglie, come la tradizione richiedeva, avvennero a Mosca e Sergej, poiché ne era il Governatore Generale, fu incaricato del sorvegliare i preparativi: per l'occasione introdusse la luce elettrica a Mosca. Verso la conclusione dei festeggiamenti, secondo l'abitudine, ogni zar appena incoronato avrebbe porto doni al popolo e per l'avvenimento venne scelto il campo di Chodynka, alla periferia di Mosca, giudicato posto adatto per la distribuzione. La scelta era discutibile, poiché il campo normalmente era usato come luogo di addestramento militare ed era solcato da buche e fossi; tuttavia Sergej approvò l'idea. Benché una folla di quasi mezzo milione di persone era attesa da tutta la Russia, solo uno squadrone di cosacchi e un piccolo distaccamento di polizia furono mandati per gestire la situazione.
All'alba del 18 maggio 1896, famiglie cominciarono a riunirsi fuori del fragile recinto di legno che proteggeva il campo, guardando i carri carichi di birra e i doni dello zar (fazzoletti, pani e boccali in ceramica): intorno alle sei del mattino una voce si sparse per la folla, affermando che la distribuzione era già iniziata ed i doni stavano finendo. Come un unico corpo, l'immensa massa di persone si slanciò verso il campo, travolgendosi a vicenda, facendo cadere uomini, donne e bambini che stavano più vicini al recinto e che non avevano idea di cosa stesse succedendo, finendo schiacciati e calpestati, mentre in molti morivano soffocati dalla calca. La polizia, lontana e comunque esigua, era impotente e perfino i Cosacchi quando sopraggiunsero non poterono arrestare la catastrofe: milletrecento persone, molte delle quali mutilate spaventosamente e rese irriconoscibili, morirono, ed il doppio fu ferita.
Benché il granduca Sergej non avesse direttamente partecipato alla scelta del campo di Chodynka, aveva la colpa di non avere previsto la debolezza delle misure di sicurezza, essendo il Governatore Generale: tuttavia non volle assumersi alcuna responsabilità, addossando la colpa dell'accaduto sul conte Voroncov-Daškov, direttore del Ministero della Corte Imperiale, con cui aveva avuto discussioni sull'organizzazione dei festeggiamenti per l'incoronazione, e sul colonnello Vlasovskij, a capo della polizia della città di Mosca. Agli occhi dell'opinione pubblica Sergej aveva peggiorato la sua situazione non recandosi né sul luogo della tragedia, né ai funerali delle vittime.
Su Chodynka ci fu un grosso disaccordo all'interno della famiglia imperiale: alcuni dei Romanov, guidati dal granduca Nikolaj Michailovič e dai suoi fratelli, sostennero che i festeggiamenti dovessero essere annullati, mentre Sergej ed i suoi fratelli ritenevano che un evento storico, quale un'incoronazione, non doveva essere interrotta o intristita da celebrazioni luttuose: si riteneva che le folle, giunte da ogni angolo dell'impero, non dovevano essere deluse nelle loro aspettative e che gli eventi organizzati per i dignitari stranieri non dovessero essere cancellati. C'era inoltre divisione in famiglia se il granduca Sergej si doveva dimettere: Nikolaj Michajlovič ed i suoi fratelli ne chiesero le dimissioni, mentre i fratelli del Governatore Generale, i granduchi Vladimir e Aleksej lo sostennero e minacciarono di abbandonare la corte e la vita pubblica se Sergej fosse divenuto il capro espiatorio per la tragedia.
Alla fine Sergej offrì di dimettersi, cosa che non fece Voroncov-Daškov: lo zar non avviò una seria indagine per trovare le responsabilità, il capo della polizia fu rimosso ma il granduca Sergej mantenne la sua carica.

## Nel privato

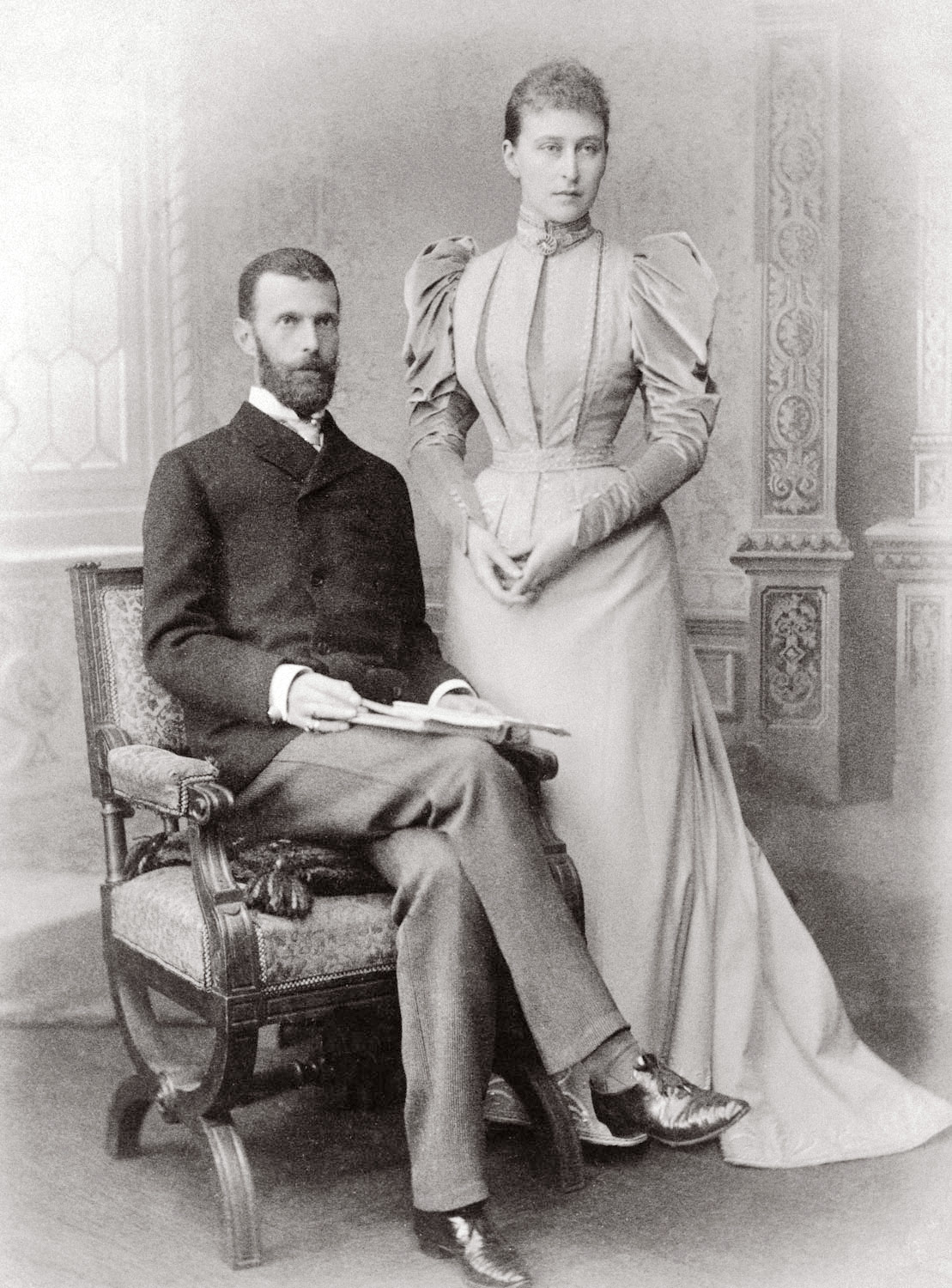
Sergej ed Ella

Nel 1894 Sergej divenne membro del Consiglio di Stato, due anni dopo fu promosso Tenente Generale e nominato comandante del distretto militare di Mosca: votato alle politiche del nipote e cognato, lo zar lo riteneva un utile contrappeso a certi ministri e ufficiali e un alleato in caso di dissidi. Quando nel 1896 scoppiarono tumulti nelle università Nicola II gli fu riconoscente per la sua azione rapida volta a ristabilire velocemente l'ordine.
Benché Sergej fosse spesso giudicato un profondo reazionario durante il suo governatorato, secondo il cognato granduca Ernesto Luigi d'Assia, volle e tentò di ottenere delle riforme, il che fece infuriare i conservatori, impedì le riforme sostanziali, guadagnandosi l'odio dei radicali, perché considerava loro poco pratici e la Russia non ancora pronta.
La personalità enigmatica e i modi duri di Sergej lo facevano sembrare arrogante e sgradevole. Timido per natura, rifiutava il contatto personale: se era necessario salutare con una stretta di mano, suppliva al problema con un guanto bianco; puritano e umorale, almeno in pubblico, disprezzava del tutto l'opinione pubblica, e sembrava essere a disagio non solo con gli altri ma anche con sé stesso. Divenne ben presto un bersaglio per gli avversari del regime e oggetto dei malevoli pettegolezzi della Corte.
Il granduca Aleksandr Michajlovič, suo cugino e cognato (avendo sposato Ksenija, sorella di Nicola II) ne lasciò una terribile descrizione: «Per quanto mi sforzi, non posso trovare un solo aspetto gradevole del suo carattere … Ostinato, arrogante, sgradevole, ostentava le sue numerose eccentricità di fronte all'intera nazione fornendo ai nemici del regime inesauribile materia per libelli e calunnie». Memorialisti successivi lo accusarono di sadismo.
Moltissime domande si incentrano sulla vita privata del granduca Sergej. Congetture sulla natura forse infelice del rapporto con la moglie abbondano anche per la mancanza di documenti diretti: le sue carte private, compresa la corrispondenza con Elizaveta, non sono sopravvissute e quello che resta negli Archivio di Stato di Mosca, il deposito più importante delle carte dei Romanov, è aperto all'interpretazione. Secondo alcuni rapporti contemporanei, Sergej era omosessuale. e questo confliggeva con la sua fede e ciò che pretendeva dalla propria posizione sociale. Secondo altri il matrimonio era felice, seppur a suo modo: insolitamente per una coppia reale, dormirono nello stesso letto per tutta la vita. Impegnata a difendere Sergej dalle voci negative, Elizaveta Feodorovna si votò al marito e alla sua memoria.
Benché il loro matrimonio fosse senza prole, avevano con sé molto spesso i granduchi Dmitrij e Marija, figli del fratello di Sergej Pavel, la cui moglie Alessandra era morta dando alla luce Dmitrij: i piccoli passavano il Natale e le vacanze estive con gli zii, che allestirono per loro una stanza dei giochi e delle camerette. Nel 1902 Pavel fu bandito dal tornare in Russia dopoché si era sposato morganaticamente e senza il permesso dello zar con la borghese Ol'ga Valerianovna Karnovič e Sergej chiese e ottenne l'affidamento dei nipoti. Come padre adottivo, Sergej fu rigoroso ed esigente, ma devoto e affettuoso verso i bambini; tuttavia, Marjia e Dmitrij non amavano gli zii, incolpandoli della separazione forzata dal loro padre, che aveva dovuto abbandonarli. Sergej ebbe a cuore i loro interessi e fu sempre preoccupato per ogni dettaglio della loro educazione, non riuscendo però ad avere in cambio molto affetto dai due ragazzi.
Alla fine del 1904 la Russia aveva sofferto il disastro della Guerra russo-giapponese e il paese era in piena agitazione, il malcontento e le dimostrazioni si moltiplicavano e Sergej doveva mantenere l'ordine. Era dell'opinione che soltanto la massima severità poteva porre un termine al fermento rivoluzionario, ma come conseguenza del disordine civile Nicola II fu costretto a fare concessioni: Sergej non sostenne la politica del cognato. Secondo Marija Pavlovna "apparve a mio zio poco meno che mostruoso … espresse il suo dispiacere profondo per la situazione in Russia, per la necessità di rigide misure e per la debolezza criminale dei ministri e consiglieri dello zar." Completamente disilluso dall'intera situazione e decidendo che era il momento giusto di ritirarsi a vita privata, informò lo zar che per tempi nuovi servivano facce nuove. Dopo tredici anni di servizio, Sergej si dimise da Governatore Generale il 1º gennaio 1905 ma continuò ad essere comandante del distretto militare di Mosca.

## Morte

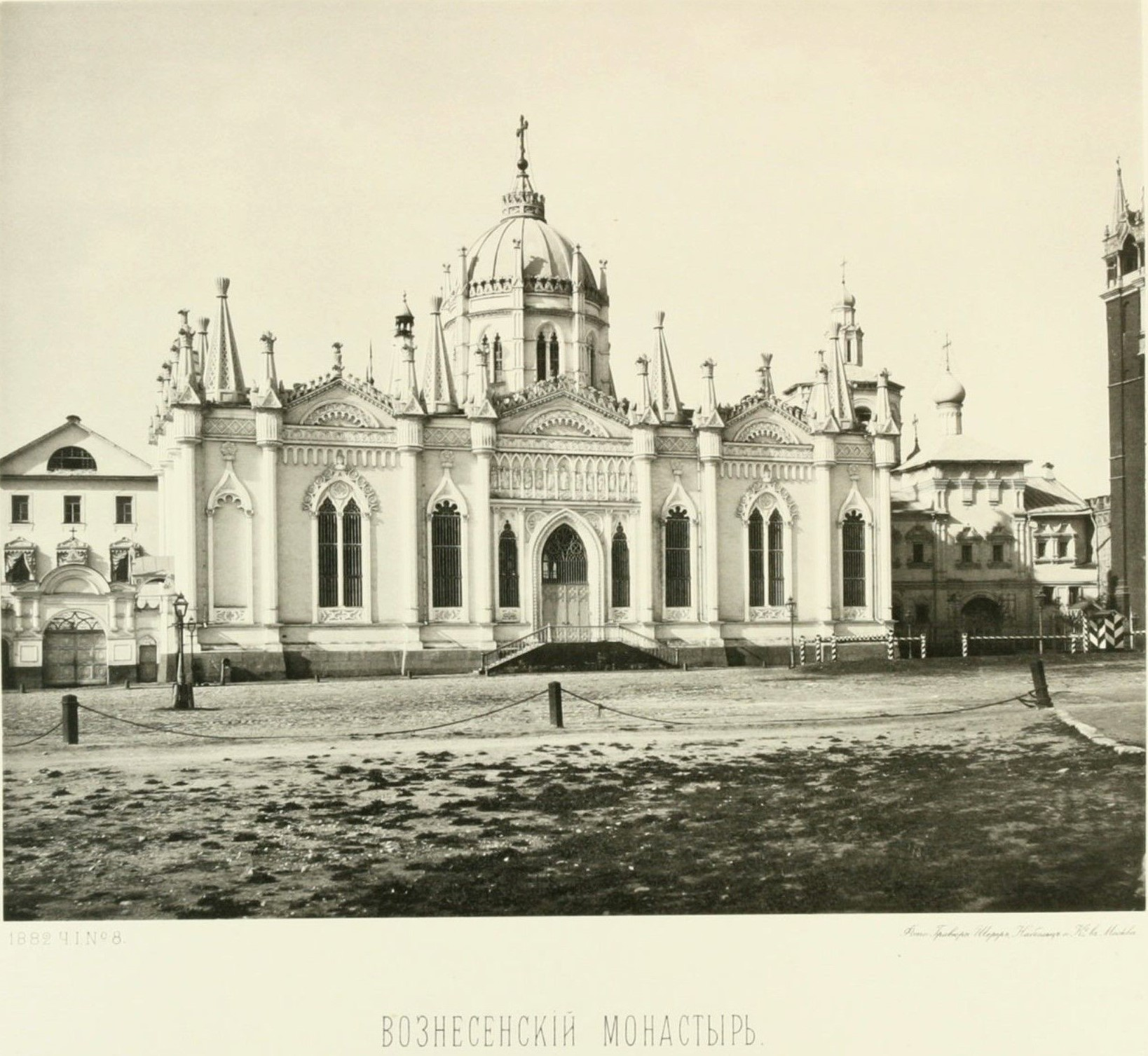
La cattedrale del monastero in una foto del 1883.

Dopo le sue dimissioni il granduca Sergej si trasferì a palazzo Neskučnoe con la moglie e i due figli in affidamento, ma dopo poco tempo in tutta fretta prese residenza a Palazzo Nikolaevskij, posto al sicuro all'interno del Cremlino di Mosca: questo spostamento, dovuto al pericolo di nuove sommosse, si effettuò nel pieno della notte. Conscio di essere un probabilissimo obiettivo dei terroristi rivoluzionari, seguì ogni precauzione che la sua sicurezza gli suggerì. Facendo tutto ciò che poteva essere in suo potere per proteggere la moglie e i nipoti, come pure la sua servitù, la coppia granducale raramente usciva dal palazzo, preferendo ricevere in casa gli amici. Sergej assunse un atteggiamento fatalistico circa la propria sicurezza; come suo padre Alessandro II aveva la profonda convinzione che se quella era la volontà di Dio, nessun accorgimento sulla sua sicurezza l'avrebbe salvato. Unica precauzione presa fu quella di impedire che i suoi attendenti viaggiassero con lui, così da non mettere a rischio le loro vite.
Il 15 febbraio 1905, la famiglia assistette ad un concerto al Teatro Bol'šoj in aiuto del fondo caritatevole per la Croce Rossa: un'organizzazione terrorista che conosceva il suo itinerario aveva progettato di assassinarlo quel giorno, ma quando uno di loro vide i nipotini nella carrozza con lui pensò che fosse meglio non dare il segnale in codice per far gettare la bomba. Il loro scopo era assassinare il granduca, non uccidere sua moglie e i due bambini innocenti a sangue freddo, cosa che certamente avrebbe trasmesso un'onda di repulsione attraverso l'Impero e avrebbe portato indietro la loro causa rivoluzionaria di anni.

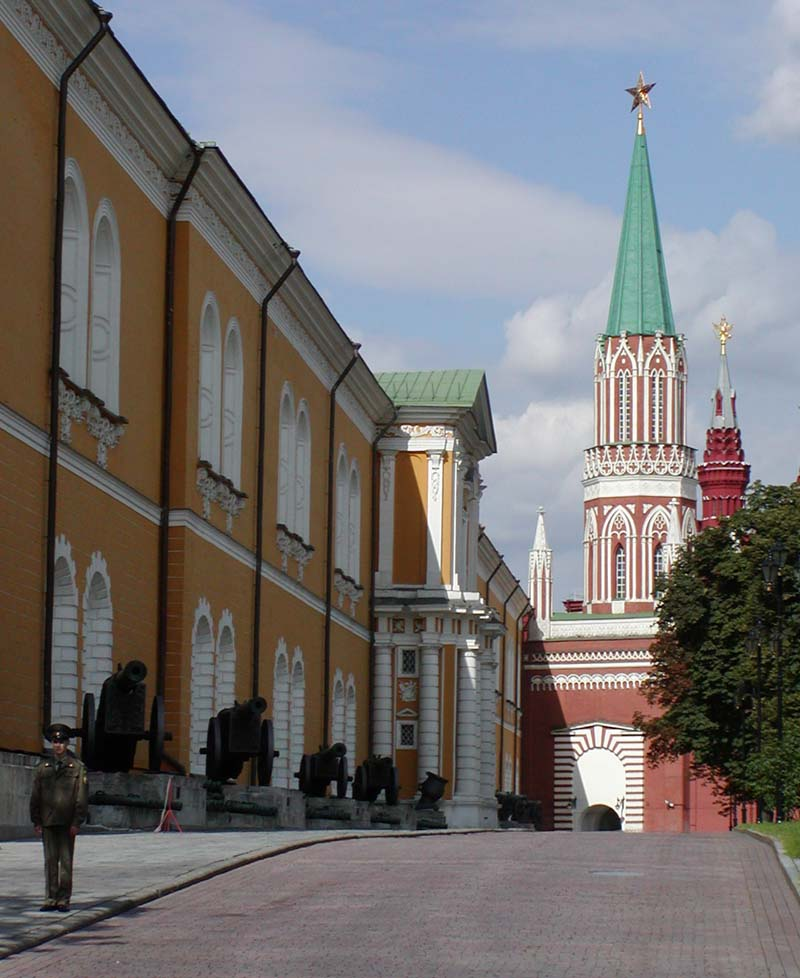
La Torre Nikolskaya

La mattina del 17 febbraio 1905 Sergej era di umore particolarmente buono perché aveva ricevuto dallo zar una miniatura di Alessandro III in una cornice di foglie d'alloro in oro, segno del personale favore del nipote verso lo zio. Dopo aver pranzato con sua moglie a Palazzo Nikolaevskij, Sergej si diresse verso il palazzo del Governatore Generale, dove aveva lasciato il suo ufficio personale. Era senza scorta, benché informato del pericolo, e aveva rifiutato di farsi accompagnare dal suo attendente Aleksej, perché sposato con figli piccoli e temeva per la sua vita. L'arrivo della carrozza tedesca di foggia antiquata, foderata di seta grigia, guidata da due cavalli, con a cassetta il cocchiere Andrej Rudinkin, avvisò il terrorista che stava attendendo davanti al Cremlino con una bomba nascosta tra i giornali.
Appena prima delle 2:45 nel pomeriggio del 17 febbraio 1905, la carrozza del granduca attraversò il ponte all'ombra della Torre Nikolskaja e girò all'angolo con il Monastero di Čudov in piazza Senatskaja. Allora, da una distanza di circa quattro piedi di distanza e a circa sessanta piedi dalla Torre Nikolskaja, Ivan Kaljaev, un membro del Partito Combattente Socialista-Rivoluzionario, fece un passo avanti e gettò una bomba alla nitroglicerina direttamente nella carrozza di Sergej. L'esplosione disintegrò la carrozza e il granduca morì sul colpo.

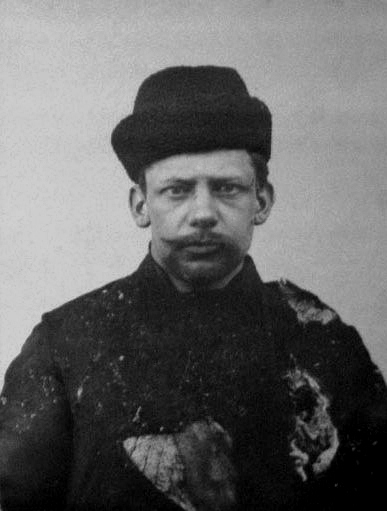
Fotografia di Ivan Kaljaev scattata appena dopo l'assassinio.

Sua moglie, al rumore dell'esplosione, scese in strada e man mano che si avvicinava all'epicentro, iniziò a trovare tra pezzi di legno e panno bruciato i brandelli del marito, prima una gamba, poi un piede, poi l'altro piede più vicino ai resti della carrozza. Lì c'era ciò che restava del corpo, senza gambe, privo del braccio sinistro e di quella parte dell'addome e quasi senza testa, fatta eccezione per alcune ossa e la parte frontale con gli occhi. Alcune dita del granduca, con ancora gli anelli infilati, finirono sui tetti delle abitazioni vicine e vennero ritrovate solo in un secondo tempo.
La granduchessa, sconvolta ma apparentemente controllata, si inginocchiò nella neve per recuperare i pezzi del marito, sporcandosi di sangue. Il torso nudo, parte del cranio, un frammento dell'osso di mano, le dita, un piede ancora calzato, vennero posti su una barella e coperti con un grande cappotto dell'esercito.
Per l'impatto i cavalli della carrozza furono lanciati verso il ponte Nikolskij, trascinando con sé le ruote anteriori, la cassetta e naturalmente il cocchiere, il semicosciente e ustionato Rudinkin, che era stato ferito dalla bomba e dalle schegge dell'esplosione: portato in ospedale, sarebbe morto tre giorni dopo. Kaljaev, che dalla sua testimonianza aveva pensato sarebbe morto nell'attentato, sopravvisse: risucchiato nel vortice dell'esplosione, finì sui resti delle ruote anteriori, con la fronte ferita e sanguinante, venne immediatamente arrestato, condannato a morte e impiccato due mesi dopo.

## Sepoltura

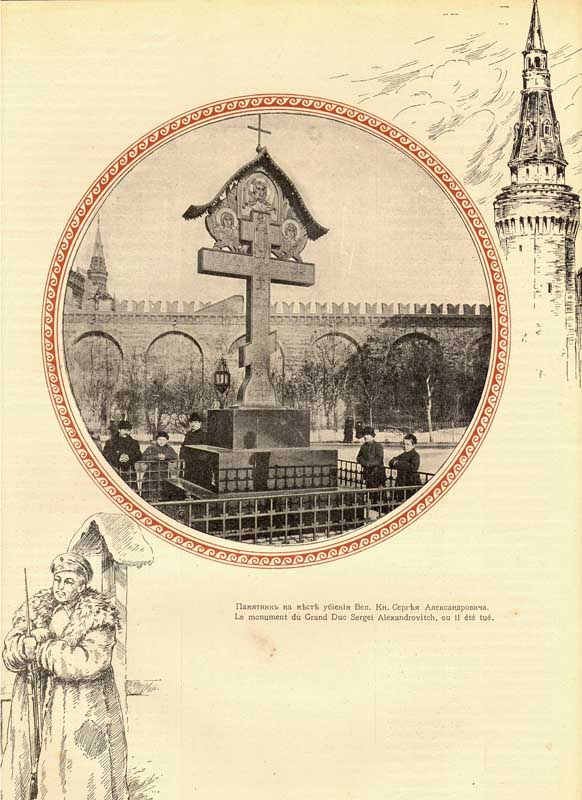
Immagine del monumento in memoria del granduca Sergej Aleksandrovič

Il corpo del granduca Sergej, ricomposto per quanto si poteva, venne sepolto nella cripta del monastero di Čudov all'interno del Cremlino; una croce commemorativa fu eretta sul luogo dell'attentato, ma venne distrutta dai bolscevichi.
Profondamente colpita dalla morte del marito, la granduchessa Elizaveta abbandonò il mondo: si ritirò in convento e in seguito fondò il monastero di Santa Marta e Maria presso Mosca, da cui si dedicò alla cura dei poveri e dei sofferenti. Da qui, dopo la Rivoluzione d'Ottobre sarà prelevata con l'inganno, condotta prima a Perm' e poi ad Alapaevsk dove fu crudelmente giustiziata con altri membri della famiglia imperiale. Il suo corpo, sepolto dapprima ad Alapaevsk, sarà poi inumato a Pechino e infine trasportato nella Chiesa di Maria Maddalena a Gerusalemme, che aveva contribuito a fondare.
Il monastero fu distrutto nel 1928 e sul sito venne eretto il Presidium Supremo del Soviet; la cripta dove era stato inumato Sergej si trovava in un chiostro dell'edificio, che in seguito alle distruzioni divenne un parcheggio. Nel 1990 operai all'opera scoprirono l'ingresso, ostruito, della camera mortuaria: la cassa fu esaminata e furono ritrovati i resti del granduca, composti nell'uniforme del Reggimento Kiev, con decorazioni e un'icona; aveva lasciato scritto che voleva essere sepolto con l'uniforme del Reggimento Preobraženskij, ma il corpo era così mutilato che fu impossibile. Nel 1995 la bara fu riesumata ufficialmente e dopo una messa in suffragio nella Cattedrale dell'Arcangelo Michele al Cremlino, venne tumulata nel Monastero Novospasskij a Mosca, il 17 settembre 1995

## Ascendenza
|                              |                 |                                                | Genitori                                               |  |  | Nonni |  |  | Bisnonni          |  |  | Trisnonni            |  |
|                              |                 |                                                |                                                        |  |  |       |  |  | Paolo I di Russia |  |  | Pietro III di Russia |  |
|                              |                 |                                                |                                                        |  |  |       |  |  | Paolo I di Russia |  |  | Pietro III di Russia |  |
|                              |                 | Caterina II di Russia                          |                                                        |  |  |       |  |  | Paolo I di Russia |  |  |                      |  |
| Nicola I di Russia           |                 |                                                |                                                        |  |  |       |  |  | Paolo I di Russia |  |  |                      |  |
|                              |                 | Sofia Dorotea di Württemberg                   | Federico II Eugenio di Württemberg                     |  |  |       |  |  |                   |  |  |                      |  |
|                              |                 | Sofia Dorotea di Württemberg                   | Federico II Eugenio di Württemberg                     |  |  |       |  |  |                   |  |  |                      |  |
|                              |                 | Sofia Dorotea di Württemberg                   | Federica Dorotea di Brandeburgo-Schwedt                |  |  |       |  |  |                   |  |  |                      |  |
| Alessandro II di Russia      |                 | Sofia Dorotea di Württemberg                   |                                                        |  |  |       |  |  |                   |  |  |                      |  |
|                              |                 | Federico Guglielmo III di Prussia              | Federico Guglielmo II di Prussia                       |  |  |       |  |  |                   |  |  |                      |  |
|                              |                 | Federico Guglielmo III di Prussia              | Federico Guglielmo II di Prussia                       |  |  |       |  |  |                   |  |  |                      |  |
|                              |                 | Federico Guglielmo III di Prussia              | Federica Luisa d'Assia-Darmstadt                       |  |  |       |  |  |                   |  |  |                      |  |
| Carlotta di Prussia          |                 | Federico Guglielmo III di Prussia              |                                                        |  |  |       |  |  |                   |  |  |                      |  |
|                              |                 | Luisa di Meclemburgo-Strelitz                  | Carlo II di Meclemburgo-Strelitz                       |  |  |       |  |  |                   |  |  |                      |  |
|                              |                 | Luisa di Meclemburgo-Strelitz                  | Carlo II di Meclemburgo-Strelitz                       |  |  |       |  |  |                   |  |  |                      |  |
|                              |                 | Luisa di Meclemburgo-Strelitz                  | Federica Carolina Luisa d'Assia-Darmstadt              |  |  |       |  |  |                   |  |  |                      |  |
| Sergej Aleksandrovič Romanov |                 | Luisa di Meclemburgo-Strelitz                  |                                                        |  |  |       |  |  |                   |  |  |                      |  |
|                              | Luigi I d'Assia | Luigi IX d'Assia-Darmstadt                     |                                                        |  |  |       |  |  |                   |  |  |                      |  |
|                              | Luigi I d'Assia | Luigi IX d'Assia-Darmstadt                     |                                                        |  |  |       |  |  |                   |  |  |                      |  |
|                              | Luigi I d'Assia | Carolina del Palatinato-Zweibrücken-Birkenfeld |                                                        |  |  |       |  |  |                   |  |  |                      |  |
| Luigi II d'Assia             | Luigi I d'Assia |                                                |                                                        |  |  |       |  |  |                   |  |  |                      |  |
|                              |                 | Luisa d'Assia-Darmstadt                        | Giorgio Guglielmo d'Assia-Darmstadt                    |  |  |       |  |  |                   |  |  |                      |  |
|                              |                 | Luisa d'Assia-Darmstadt                        | Giorgio Guglielmo d'Assia-Darmstadt                    |  |  |       |  |  |                   |  |  |                      |  |
|                              |                 | Luisa d'Assia-Darmstadt                        | Maria Luisa Albertina di Leiningen-Dagsburg-Falkenburg |  |  |       |  |  |                   |  |  |                      |  |
| Maria d'Assia-Darmstadt      |                 | Luisa d'Assia-Darmstadt                        |                                                        |  |  |       |  |  |                   |  |  |                      |  |
|                              |                 | Carlo Luigi di Baden                           | Carlo Federico di Baden                                |  |  |       |  |  |                   |  |  |                      |  |
|                              |                 | Carlo Luigi di Baden                           | Carlo Federico di Baden                                |  |  |       |  |  |                   |  |  |                      |  |
|                              |                 | Carlo Luigi di Baden                           | Carolina Luisa d'Assia-Darmstadt                       |  |  |       |  |  |                   |  |  |                      |  |
| Guglielmina di Baden         |                 | Carlo Luigi di Baden                           |                                                        |  |  |       |  |  |                   |  |  |                      |  |
|                              |                 | Amalia d'Assia-Darmstadt                       | Luigi IX d'Assia-Darmstadt                             |  |  |       |  |  |                   |  |  |                      |  |
|                              |                 | Amalia d'Assia-Darmstadt                       | Luigi IX d'Assia-Darmstadt                             |  |  |       |  |  |                   |  |  |                      |  |
|                              |                 | Amalia d'Assia-Darmstadt                       | Carolina del Palatinato-Zweibrücken-Birkenfeld         |  |  |       |  |  |                   |  |  |                      |  |
|                              |                 | Amalia d'Assia-Darmstadt                       |                                                        |  |  |       |  |  |                   |  |  |                      |  |